# فرودگاه شهر برلینگتون، ویسکانسین
فرودگاه شهر برلینگتون، ویسکانسین (به انگلیسی: Burlington Municipal Airport (Wisconsin)) یک فرودگاه همگانی بهره‌برداری هوایی است که یک باند فرود آسفالت دارد و طول باند آن ۱۳۱۱ متر است. این فرودگاه در شهر برلینگتون، ویسکانسین کشور ایالات متحده آمریکا قرار دارد و در ارتفاع ۲۳۷ متری از سطح دریا واقع شده‌است.